# 초고밀도 집적 회로
초고밀도 집적회로 (Very-large-scale integration; VLSI)는 IC (집적회로) · LSI (고밀도집적회로)로 발전되어 온 전자회로 부품의 소형 경량화를 더욱 진전시킨 회로이나 집적도에 대한 경계선은 명확하지 않다. 가로·세로 6mm의 실리콘 기판 위에 10만~100만 개의 소자가 들어 있다. 고밀도 집적 회로와 4세대 컴퓨터에 쓰이고 있다.

## 같이 보기
- 고밀도 집적회로